# Podział administracyjny Kościoła katolickiego na Słowacji
Podział administracyjny Kościoła katolickiego na Słowacji – w ramach Kościoła katolickiego na Słowacji odrębne struktury mają:
- Kościół katolicki obrządku łacińskiego (Kościół rzymskokatolicki)
- Kościół katolicki obrządku bizantyjsko-słowackiego (Kościół greckokatolicki)

Na Słowacji funkcjonuje także diecezja Kościoła starokatolickiego.

## Obrządek łaciński

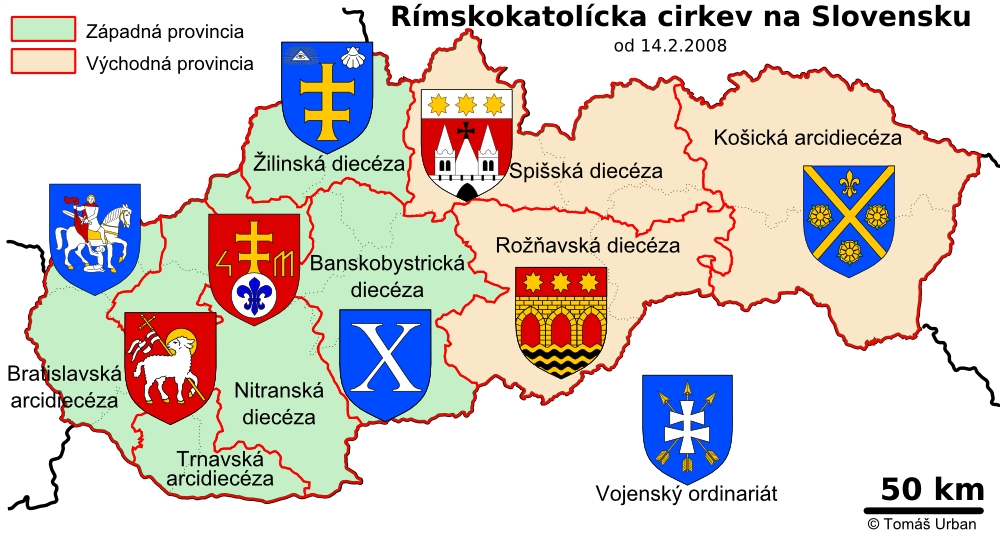
Podział administracyjny kościoła katolickiego obrządku łacińskiego

Jednostki administracyjne Kościoła katolickiego obrządku łacińskiego na Słowacji:
- metropolia bratysławska
  - archidiecezja bratysławska
  - archidiecezja trnawska
  - diecezja bańskobystrzycka
  - diecezja nitrzańska
  - diecezja żylińska

- metropolia koszycka
  - archidiecezja koszycka
  - diecezja rożnawska
  - diecezja spiska

- Ordynariat Polowy Słowacji

## Obrządek bizantyjsko-słowacki

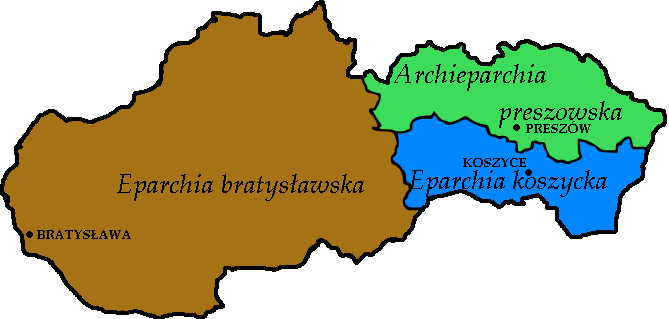
Podział administracyjny kościoła katolickiego obrządku bizantyjsko-słowackiego

- Metropolia preszowska
  - Archieparchia preszowska
  - Eparchia koszycka
  - Eparchia bratysławska